# Benjo Conew
Benjo Stefanow Conew (bułg. Беньо Стефанов Цонев; ur. 12 stycznia 1863 w Łoweczu, zm. 5 października 1926 w Sofii) – filolog bułgarski.

## Życiorys
Od 1890 r. profesor uniwersytetu w Sofii, członek Bułgarskiej Akademii Nauk od jej powstania w 1911 r. Jego główne prace z historii słownictwa i fonetyki historii języka bułgarskiego (Istorija na byłgarskij ezik tom 1-3 1919-1937), paleografii, bibliografii rękopisów. Opracował pierwszą klasyfikację zabytków średniobułgarskich (1905) oraz wydał bibliograficzno-filologiczne opisy kilku dużych zbiorów rękopiśmienniczych (Opis na rykopisite i staropeczatnite knigi na Narodnata biblioteka w Sofija 1910).